# Batalha de Khe Sahn
A Batalha de Khe Sanh foi um conflito armado que ocorreu durante a Guerra do Vietnã, envolvendo o Exército do Vietnã do Sul e Exército dos Estados Unidos, contra o Exército do Povo do Vietnã (NVA), a noroeste da província de Quang Tri.

## Operações de combate

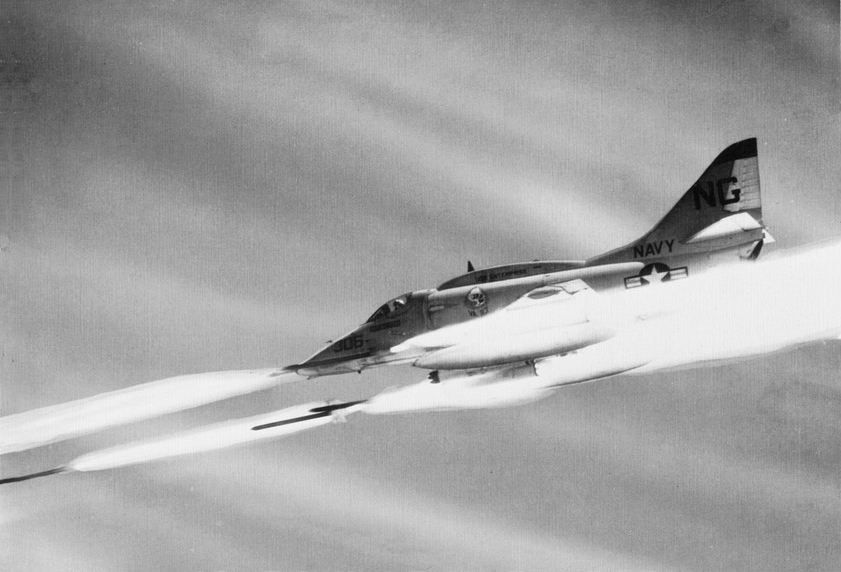
Um McDonnell Douglas A-4F Skyhawk (BuNo 154976), do esquadrão de ataque "VA-113 Stingers" lança foguetes "Zuni" em operação de auxílio à marinha dos estados unidos em Khe Sanh, Vietnã, em 1968.

O comando americano em Saigon acreditou inicialmente que as operações de combate em torno de Khe Sanh durante o verão de 1967 eram apenas parte de uma série de pequenas ofensivas norte vietnamitas, nas regiões fronteiriças.
Essa avaliação logo mudou, quando se descobriu que o Exército do Povo do Vietnã (ou NVA, na sigla em inglês) movia forças para a região enquanto caía o inverno. A concentração de forças dos fuzileiros navais americanos (os marines) e as ações em torno de Khe Sahn começaram quando a base foi isolada pelas forças comunistas. Durante uma série de ações desesperadas que duraram 77 dias, a Base de Combate de Khe Sanh (BCKS) e os postos avançados ao seu redor foram mantidos sob constante ataque de morteiros, artilharia e foguetes do NVA. Combates violentos entre as infantarias também foi reportado ao longo de todo o perímetro defensivo.
Durante a batalha uma campanha de bombardeio maciço (Operação Niagara) foi levada a cabo pela Força Aérea dos Estados Unidos (USAF) para auxiliar a base dos fuzileiros navais norte-americanos. Essa campanha contou com os últimos avanços tecnológicos para localizar as forças do NVA. No final, os americanos lançaram mais de 100 mil toneladas de bombas sobre as forças vietnamitas na região. O esforço logístico para manter a BCKS (ou KSCB, em inglês), quando ela estava isolada, exigiu a implementação de outras inovações táticas a fim de manter os Marines supridos.
Em Março de 1968, uma grande expedição terrestre (Operação Pegasus) foi executada por uma força-tarefa combinada de Fuzileiros Navais, Exército dos Estados Unidos e Exército do Vietnã do Sul. Essa expedição conseguiu romper o cerco aos Marines, constituindo-se em vitória tática dos americanos e seus aliados, mas sem implicações estratégicas significativas no quadro geral. Em 19 de junho, com o cerco rompido, os militares americanos começaram a evacuar a base de Khe Sahn (Operação Charlie), com os últimos soldados saindo em 11 de julho. Os norte-vietnamitas ocuparam a base e, a despeito dos fuzileiros americanos ainda conduzirem patrulhas pela região, os comunistas declararam vitória, tomando a base desocupada e estendendo suas linhas de suprimento e comunicação mais para o sul.
A luta por Khe Sanh foi sangrenta e extremamente brutal para os homens envolvidas nela. Os combates nas regiões ao redor da base também foram particularmente violentos e, apesar do alto custo em vidas, não significou em grandes conquistas para qualquer um dos lados.

## Galeria

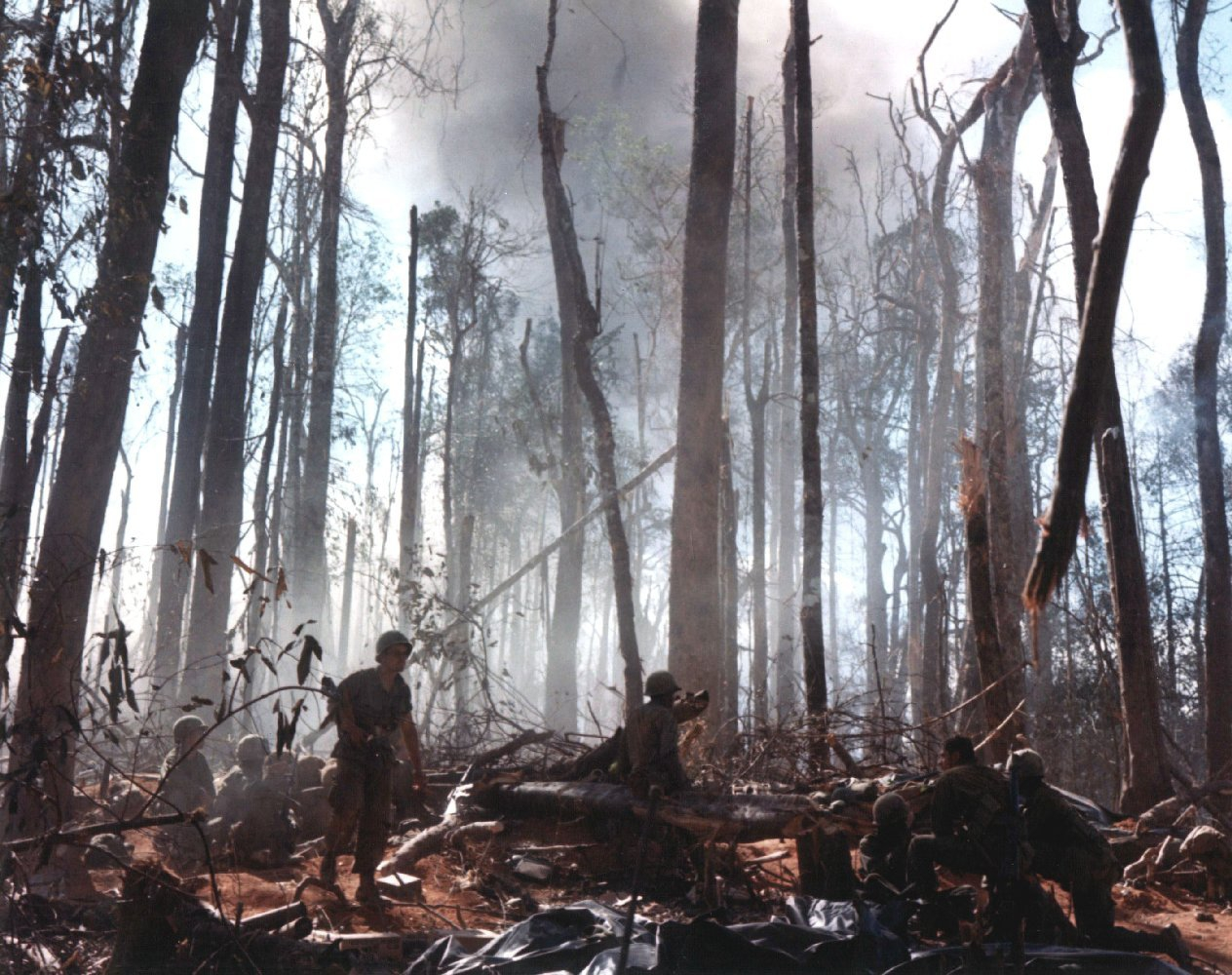
Fuzileiros americanos ao redor da Montanha 875.
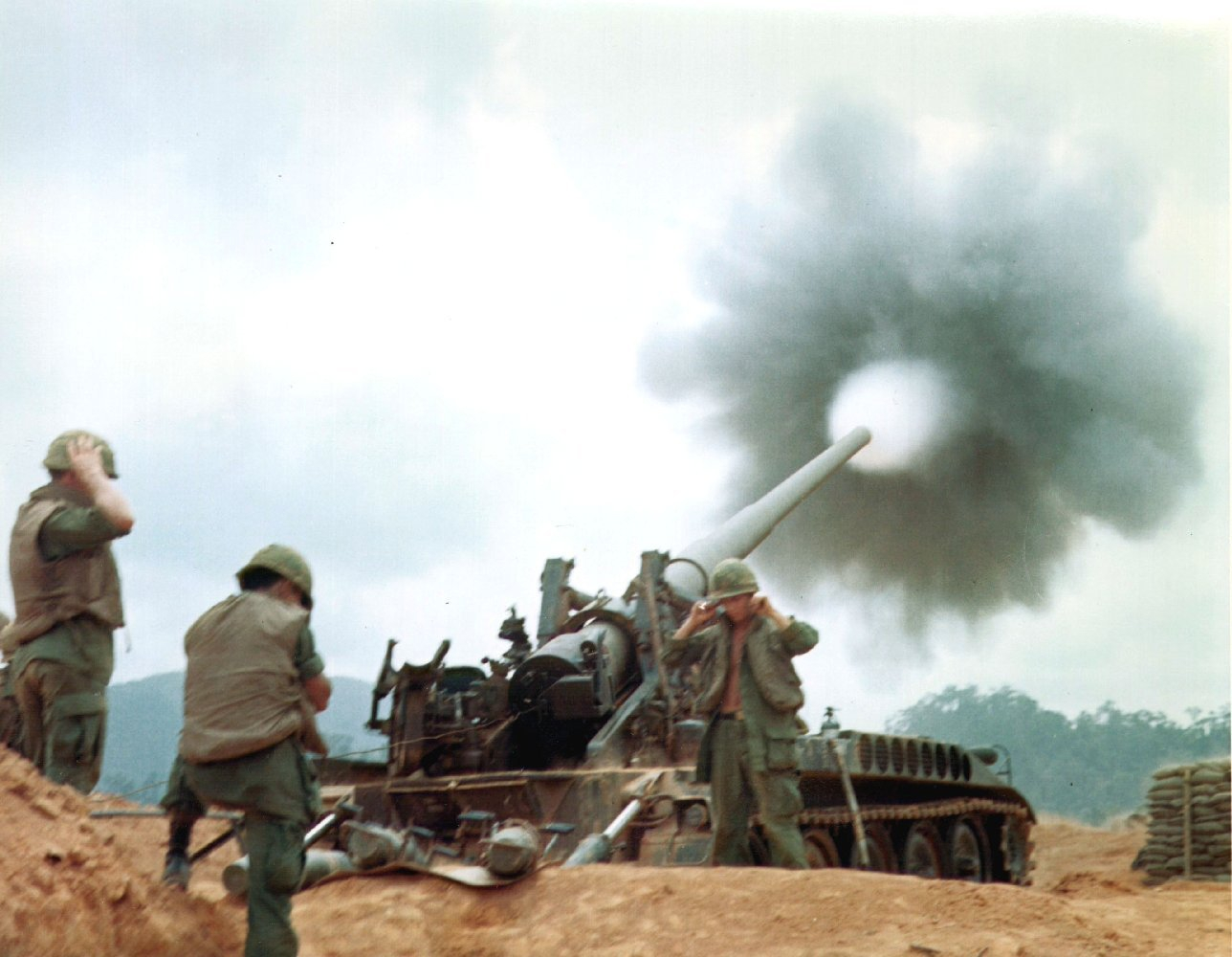
Um canhão M107 disparando contra posições vietnamitas.
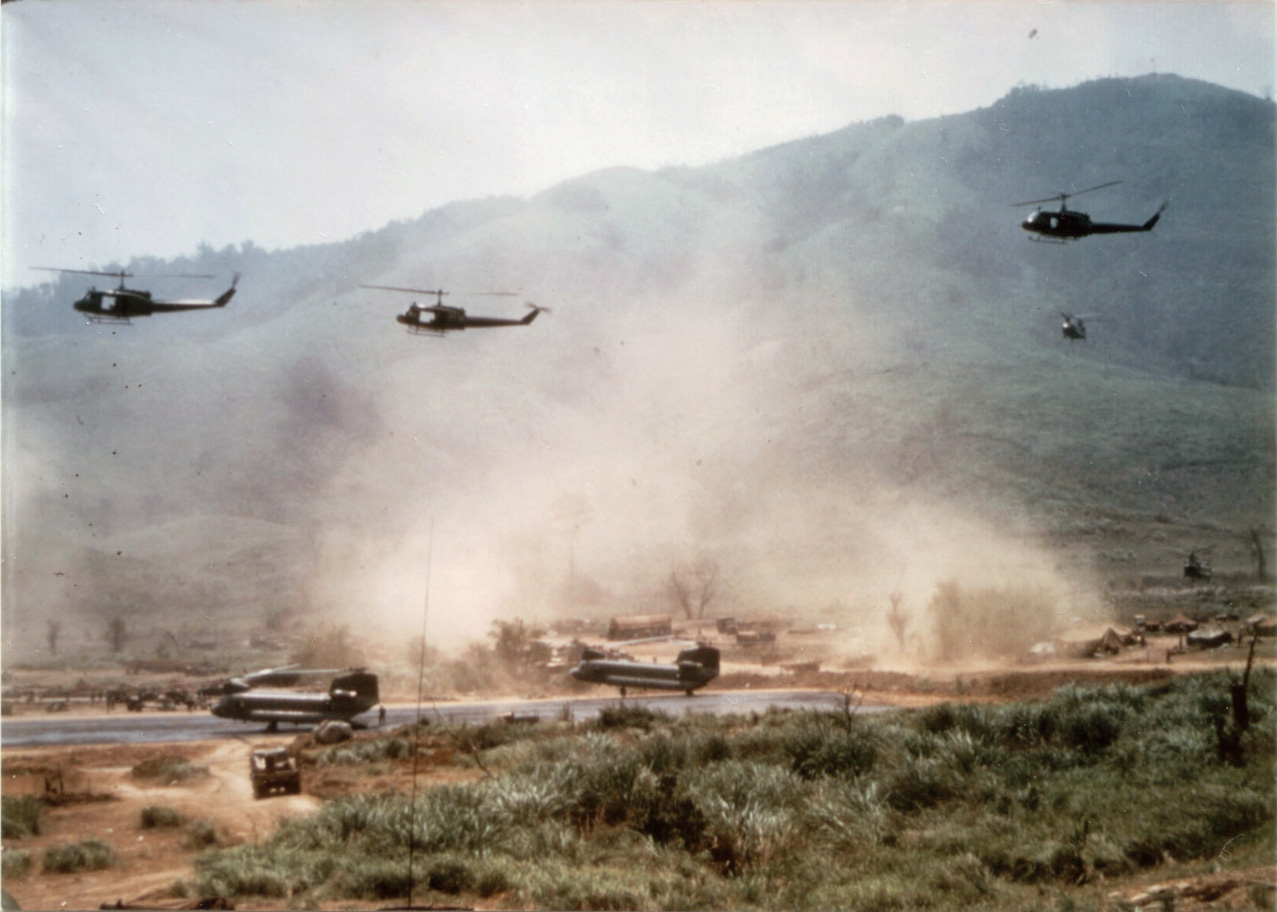
Helicópteros da 1ª Divisão de Cavalaria dos Estados Unidos chegando a Khe Sanh.
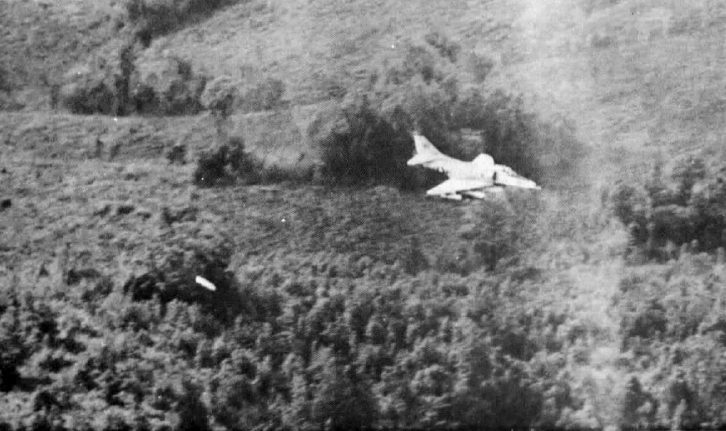
Um A-4E Skyhawk americano bombardeando os vietnamitas entrincheirados ao redor da base.
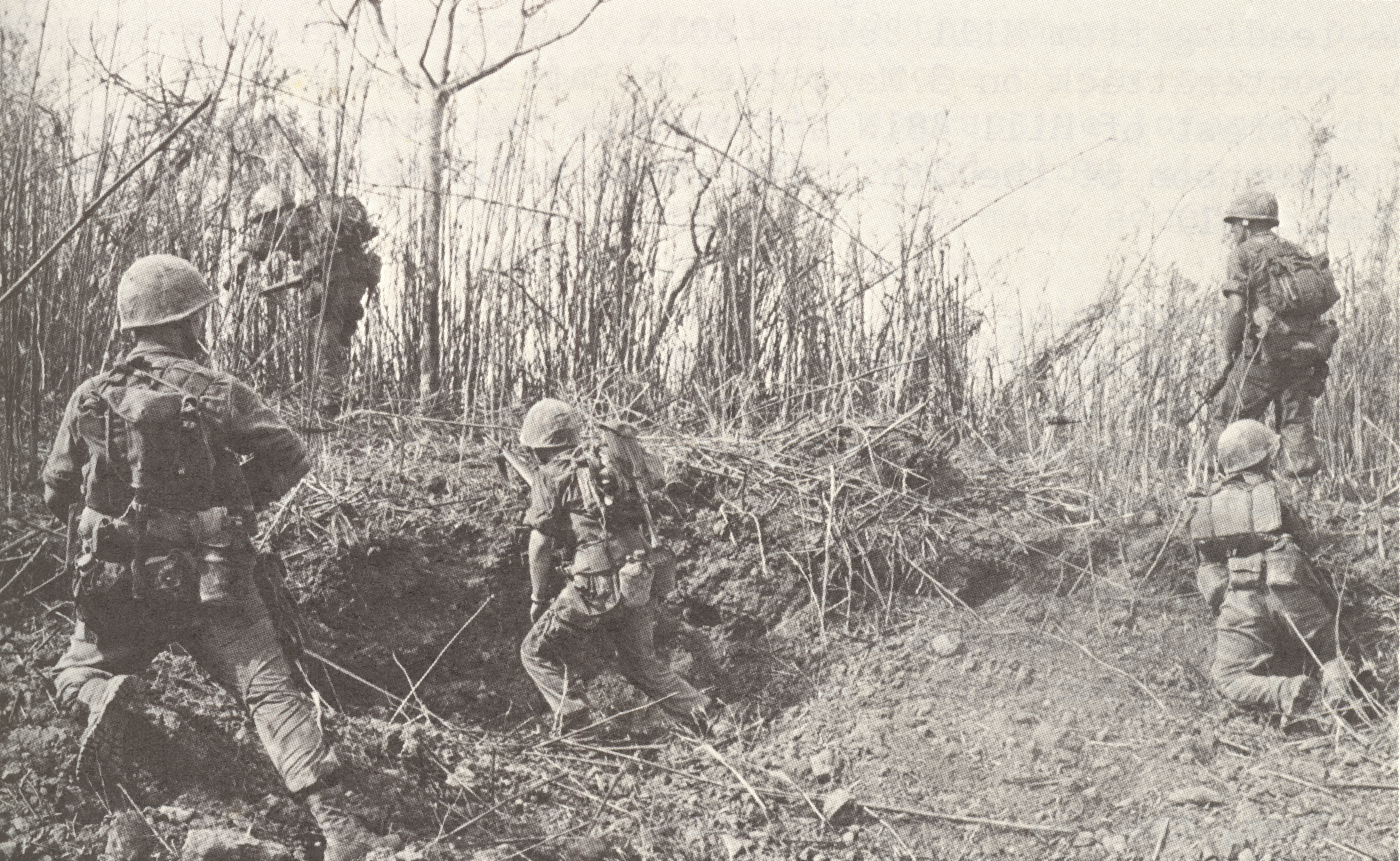
Fuzileiros americanos avançando contra as tropas comunistas na Montanha 881N.
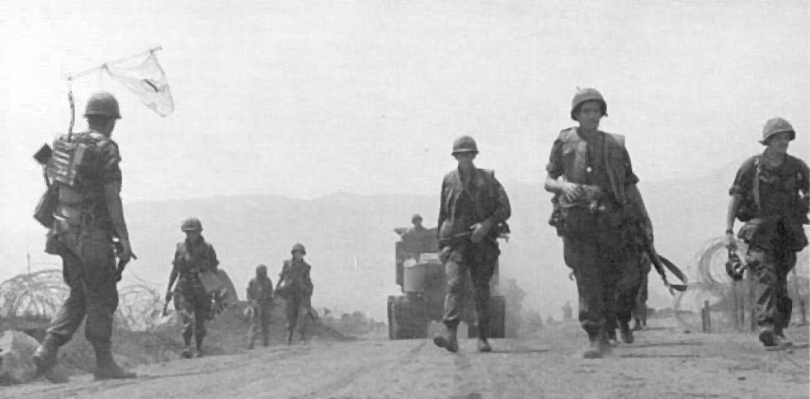
Soldados do exército americano chegando a Khe Sanh, 1968.
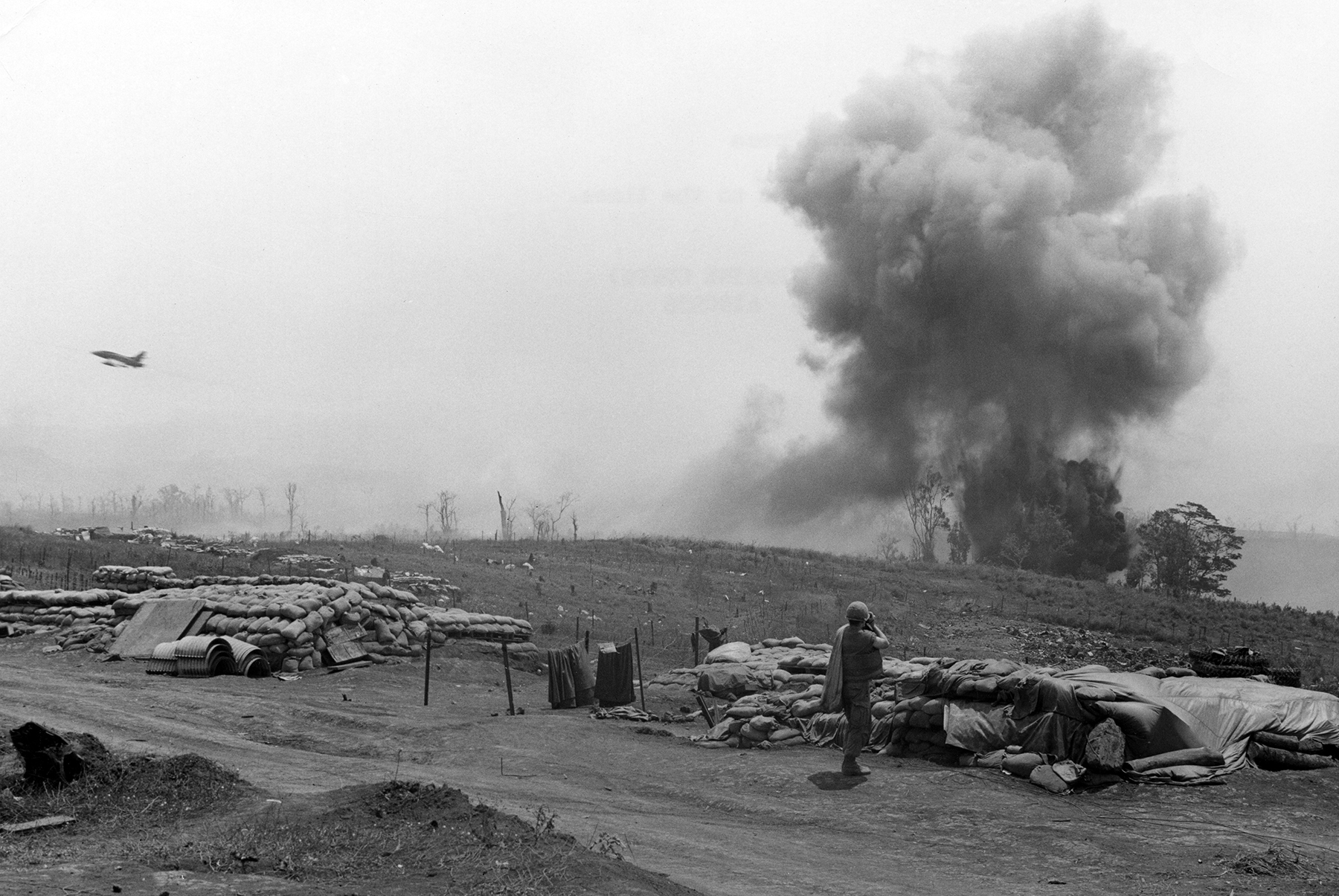
Um caça F-100 bombardeando inimigos.
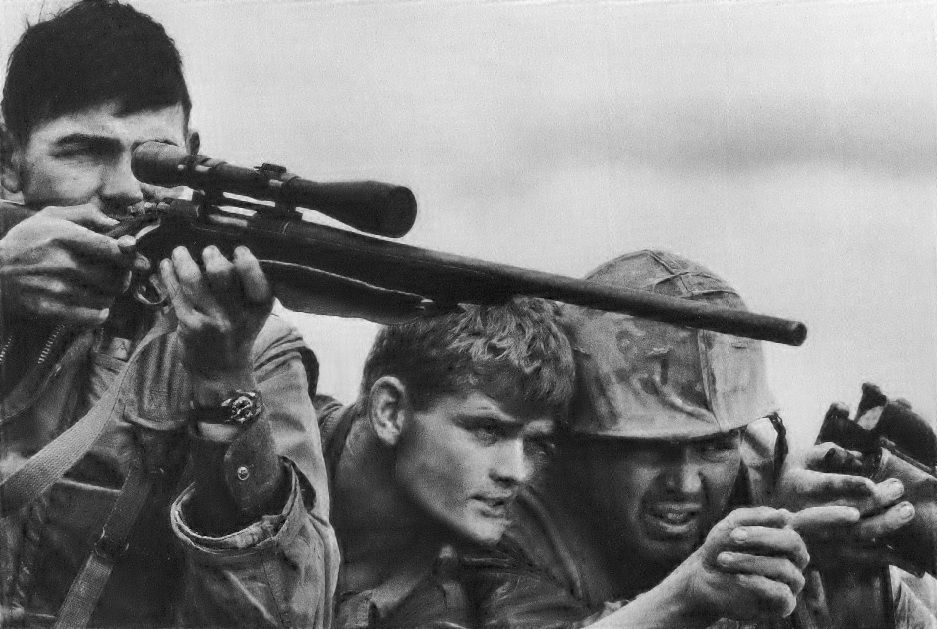
Um atirador do Corpo de Fuzileiros e colegas durante a batalha.